# Kinetofragminophora
Classe
Les Kinetofragminophora  sont une classe de protistes de l'embranchement des Ciliés (Ciliophora).

## Liste des ordres
Selon GBIF (27 avril 2023) :
- Apostomatida Chatton & Lwoff, 1928
- Plagiopylida Jankowski, 1978
- Suctorida Claparède & Lachmann 1858[3]
- Trichostomatida Bütschli, 1889

## Systématique
Le nom valide de ce taxon est Kinetofragminophora de Puytorac et al., 1974.